# Praça da República (Roma)

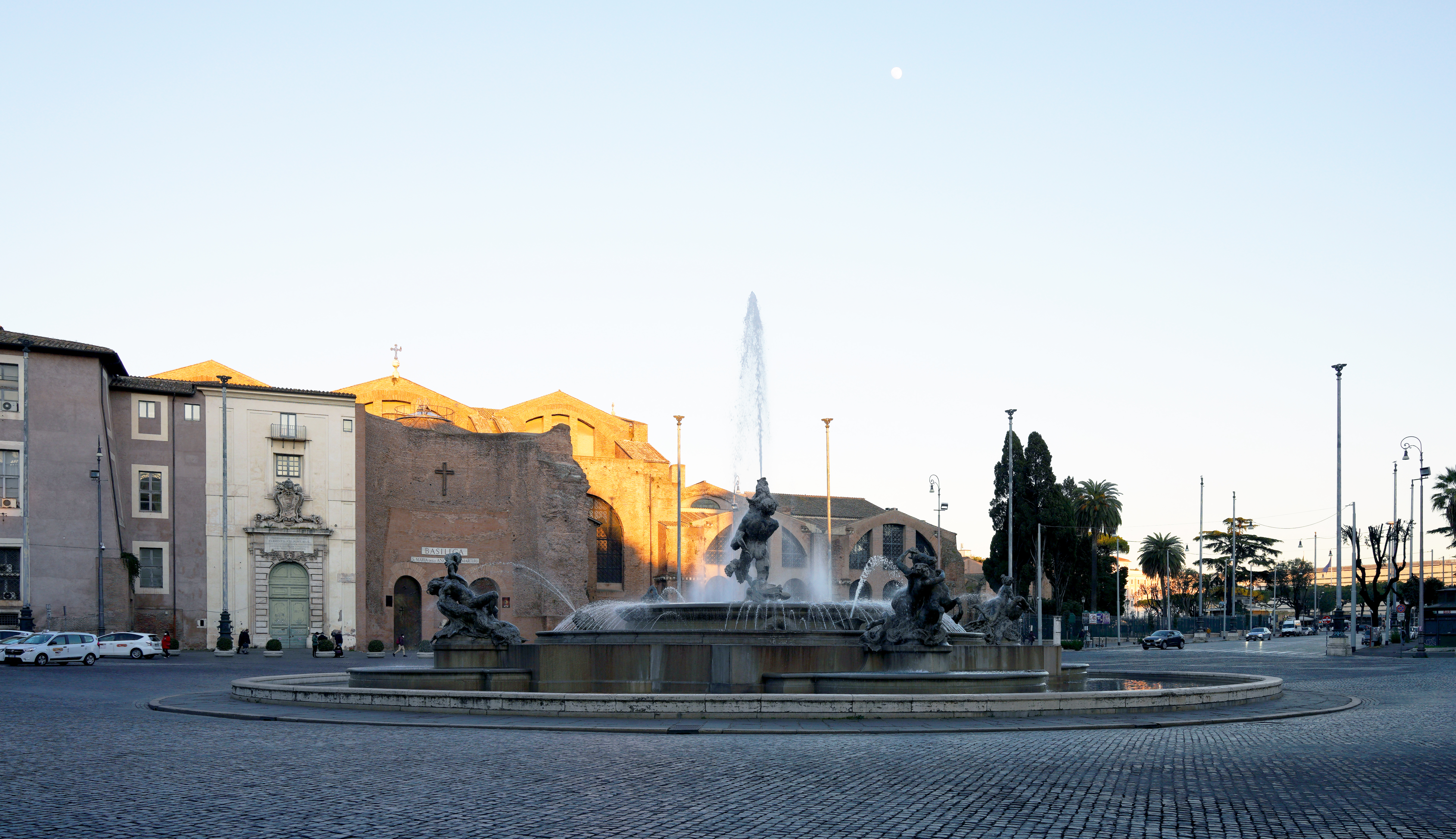
Praça da República

A Praça da República (em italiano:  Piazza della Repubblica) é uma praça da cidade italiana de Roma situada a poucos metros da Estação Termini, em frente às Termas de Diocleciano. Uma das mais importantes vias de Rome, a via Nazionale, começa nesta praça. Até a década de 1950 o logradouro era denominado "Piazza Esedra".